# Yoshida Kenkō
Yoshida Kenkō (吉田 兼好, 1283 — 1350) foi um escritor e monge budista japonês. Seu trabalho mais famoso é Tsurezuregusa (Ensaios da Ociosidade), uma das obras mais estudadas da literatura japonesa medieval. Kenko escreveu durante os períodos Muromachi e Kamakura.